# Ululodes tuberculatus
Ululodes tuberculatus är en insektsart som först beskrevs av Banks 1901.  Ululodes tuberculatus ingår i släktet Ululodes och familjen fjärilsländor. Inga underarter finns listade i Catalogue of Life.